# FN-sekretariatet

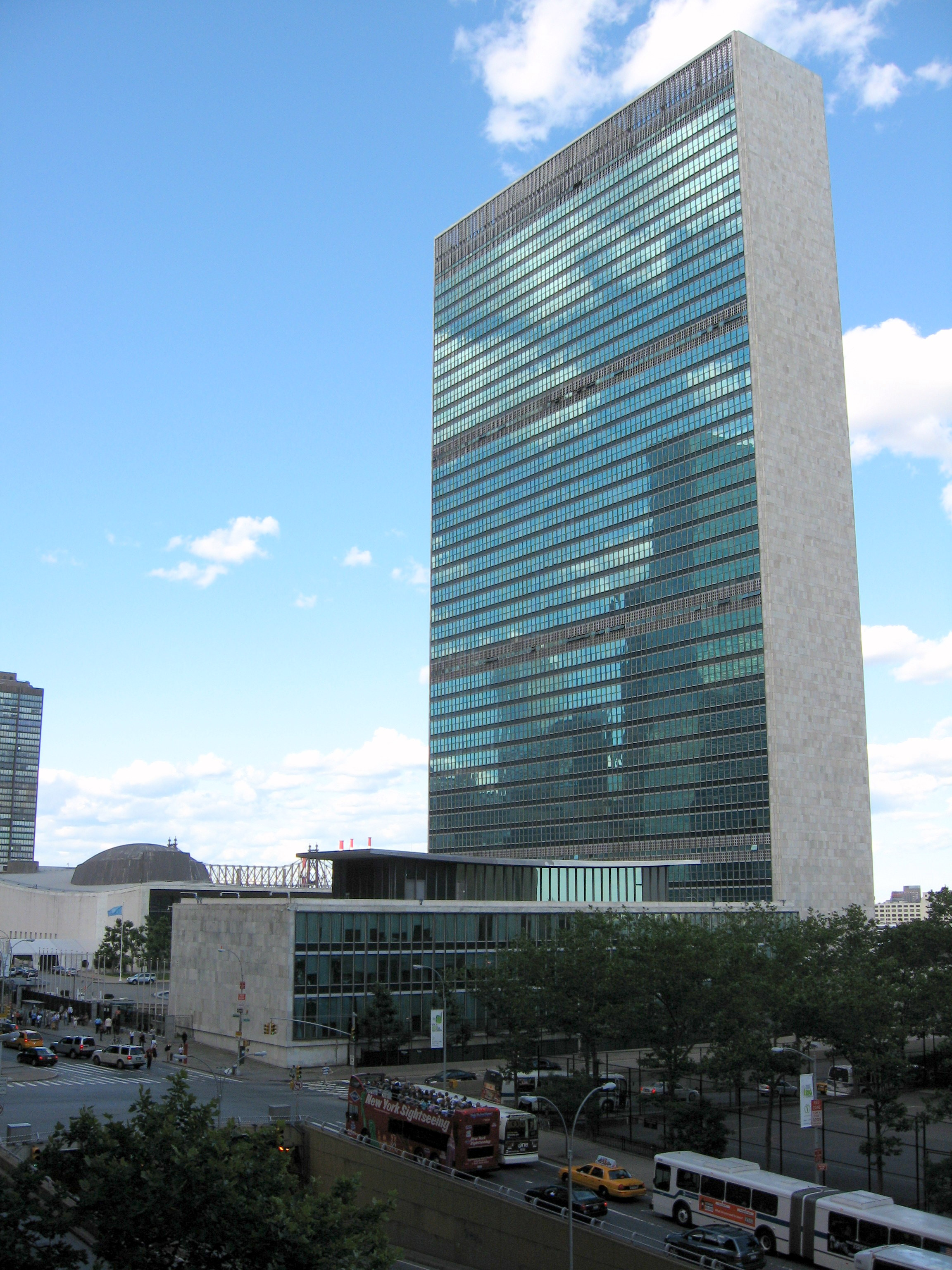
Sekretariet har sitt säte i FN-skrapan i New York.

FN-sekretariatet (engelska: United Nations Secretariat, franska: Secrétariat des Nations unies), formellt namn Sekretariatet, är ett av Förenta nationernas sex huvudorgan. Dess uppgifter, organisation och befogenheter regleras av FN-stadgans 15:e kapitel. Sekretariatet är det verkställande huvudorganet inom FN och leds av Förenta Nationernas generalsekreterare, som utses av generalförsamlingen på säkerhetsrådets nominering. 
Sekretariatet sköter det löpande arbetet med dess tjänstemannakår. Vid högkvarteret i New York finns cirka flera tusen anställda och i hela världen arbetar sammanlagt cirka 40 000 för sekretariatet. Generalsekreteraren tillsätter personal bland annat med hänsyn till kompetens och geografisk fördelning. Personalen är internationell och endast ansvarig inför FN.

## Organisation
Efter beslut i generalförsamlingen 1997 finns från 1998 befattningen som vice generalsekretarare (engelska: Deputy Secretary-General, franska: Vice-secrétaire général) som biträder generalsekreteraren i dennes uppgifter. Den vice generalsekreteraren utses av generalsekreteraren i samråd med medlemsstaterna.
Varje kontor och avdelning (se nedan) inom sekretariatet leds av chefer som har rangen undergeneralsekreterare (engelska: Under-Secretary-General, franska: Secrétaire général adjoint). Vice generalsekreteraren och undergeneralsekreterarna ingår i Senior Management Group (SMG) som leds av generalsekreteraren.

### Kontor

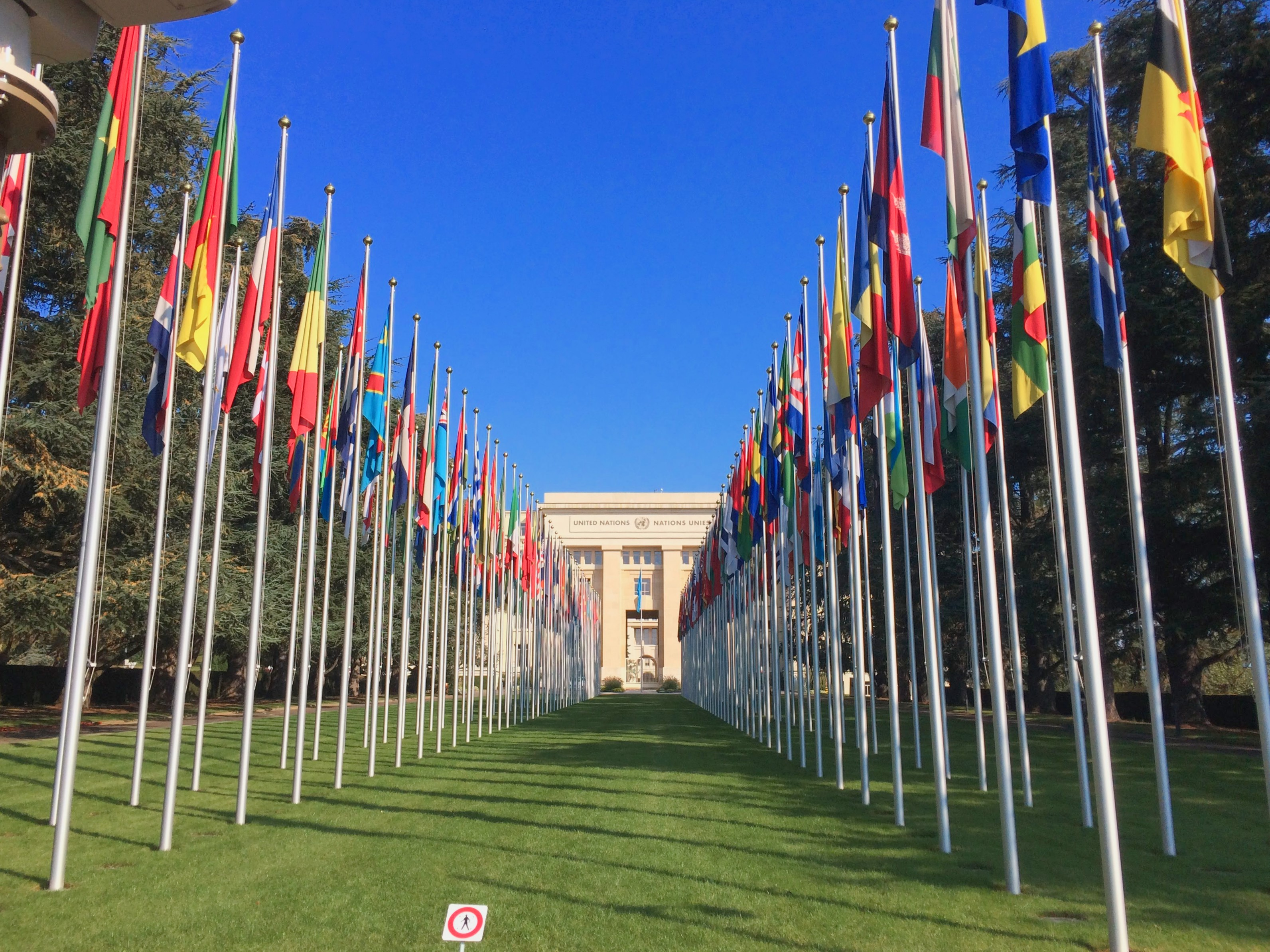
Förenta nationernas kontor i Genève, med flera verksamheter inom sekretariatet, är förlagt till Nationernas palats, som ursprungligen var säte för Nationernas förbund.

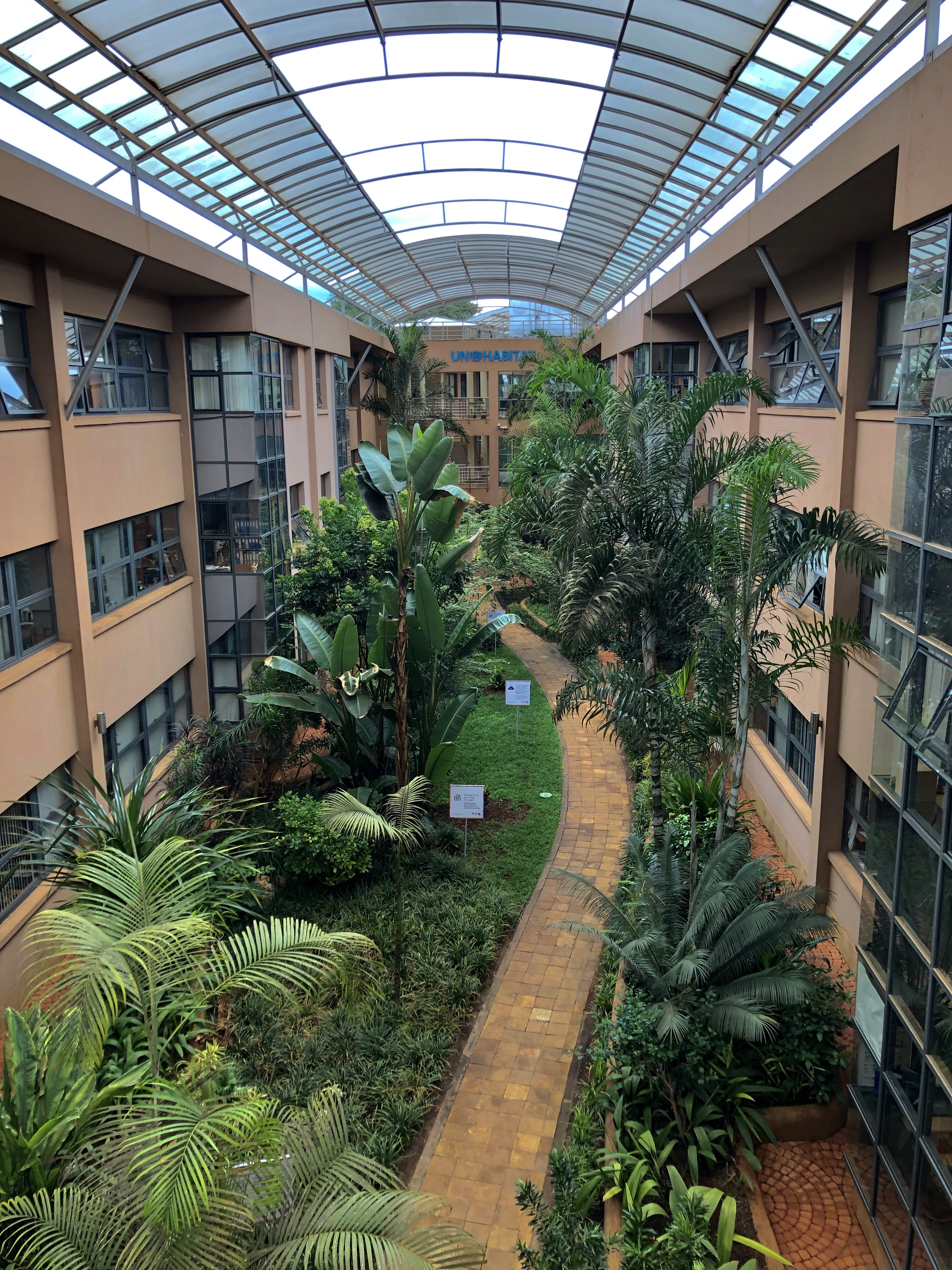
Interiör vid Förenta nationernas kontor i Nairobi.

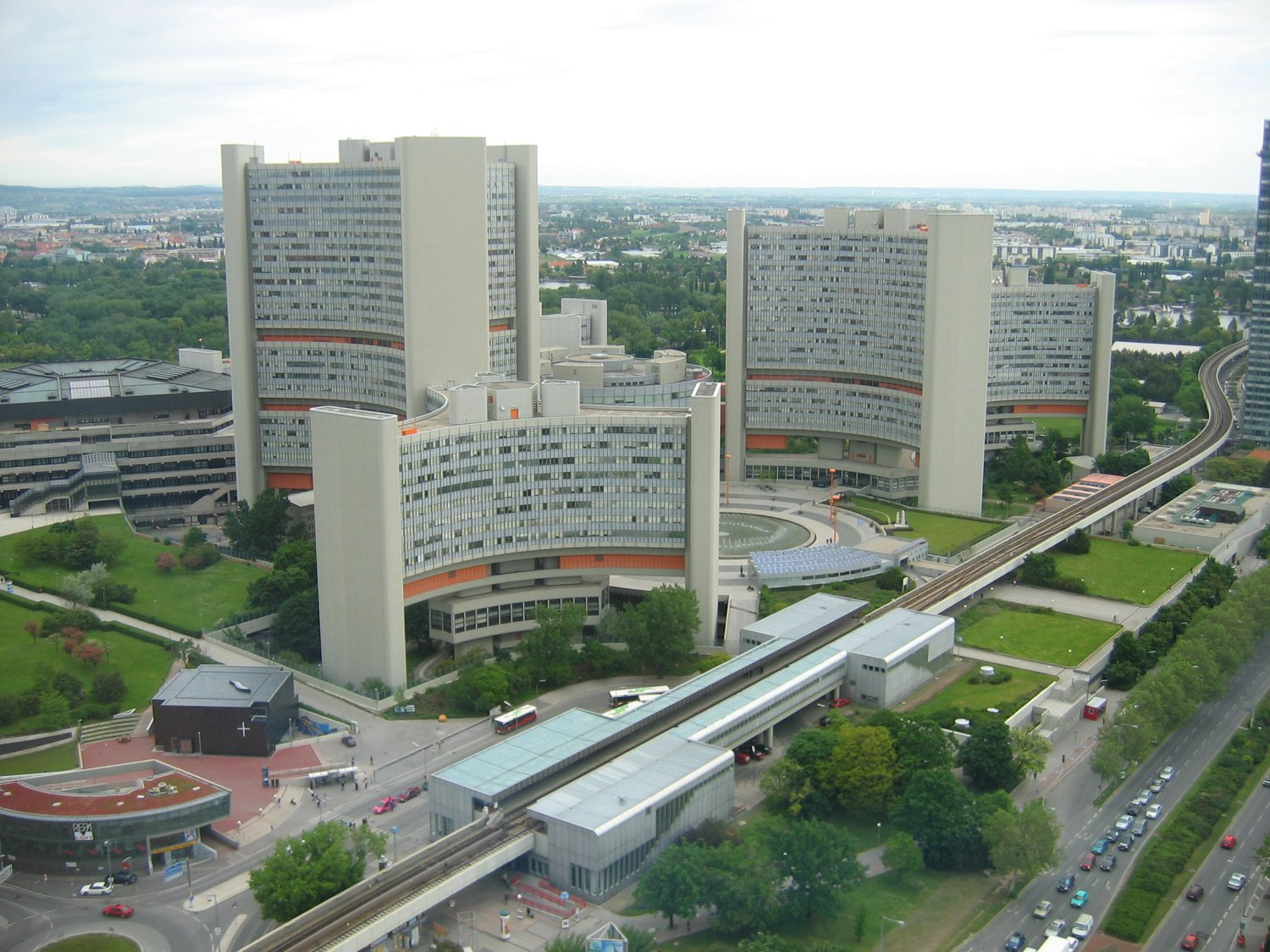
Förenta nationernas kontor i Wien är beläget i UNO-City vid Donau.

FN-sekretariat har olika kontor för sina olika verksamhetsgrenar.
| Namn på svenska                                             | Namn på engelska (förkortning) | Namn på franska | Not         |
| ----------------------------------------------------------- | --- | --- | ----------- |
| Generalsekreterarens kansli                                 | Executive Office of the Secretary-General (EOSG) | Cabinet du Secrétaire général des Nations unies |             |
|                                                             | United Nations Office of Internal Oversight Services (OIOS) | Bureau des services du contrôle interne (BSCI) | [ 6 ] [ 7 ] |
|                                                             | United Nations Office of Legal Affairs (OLA) | Bureau des affaires juridiques | [ 8 ]       |
|                                                             | United Nations Office for Disarmament Affairs (ODA) | Bureau des affaires de désarmement | [ 9 ]       |
| FN:s kontor för samordning av humanitär hjälp               | United Nations Office for the Coordination of Humanitarian Affairs (OCHA)                                                                                       | Bureau de la coordination des affaires humanitaires (BCAH) | [ 10 ]      |
|                                                             | United Nations Office for Disaster Risk Reduction (UNDRR) | Bureau des Nations unies pour la réduction des risques de catastrophes                                                                                                 | [ 11 ]      |
| Kontoret för FN:s högkommissarie för mänskliga rättigheter  | Office of the United Nations High Commissioner for Human Rights (OHCHR)                                                                                         | Haut-Commissariat des Nations unies aux droits de l'homme (HCDH) | [ 12 ]      |
| FN:s flyktingkommissariat                                   | United Nations High Commissioner for Refugees (UNHCR) | Haut Commissariat des Nations unies pour les réfugiés (HCR) | [ 13 ]      |
| FN:s kontor för narkotikakontroll och förebyggande av brott | United Nations Office on Drugs and Crime (UNODC) | Office des Nations unies contre les drogues et le crime | [ 14 ]      |
|                                                             | United Nations Office of the High Representative for the Least Developed Countries, Landlocked Developing Countries and Small Island Developing States (OHRLLS) | Bureau du Haut Représentant des Nations unies pour les pays les moins avancés, les pays en développement sans littoral et les petits États insulaires en développement | [ 15 ]      |
| FN:s kontor för yttre rymdfrågor                            | United Nations Office for Outer Space Affairs (UNOOSA) | Bureau des affaires spatiales des Nations unies (BAS-NU) | [ 16 ]      |

### Avdelningar
| Namn på svenska | Namn på engelska (förkortning)                                                  | Namn på franska                                                                         | Not    |
| --------------- | ------------------------------------------------------------------------------- | --------------------------------------------------------------------------------------- | ------ |
|                 | United Nations Department of Political and Peacebuilding Affairs (DPPA)         | Département des affaires politiques et de la consolidation de la paix des Nations unies | [ 17 ] |
|                 | United Nations Department of Peace Operations (DPO)                             | Département des opérations de maintien de la paix (DOMP)                                | [ 18 ] |
|                 | United Nations Department of Economic and Social Affairs (UN DESA)              | Département des affaires économiques et sociales (DAES)                                 | [ 19 ] |
|                 | United Nations Department for Operational Support (DOS)                         | Département de l’appui opérationnel                                                     | [ 20 ] |
|                 | United Nations Department of Management Strategy, Policy and Compliance (DM)    | Département des stratégies et politiques de gestion et de la conformité                 | [ 21 ] |
|                 | United Nations Department of General Assembly and Conference Management (DGACM) | Département de l'Assemblée générale et de la gestion des conférences                    | [ 22 ] |
|                 | United Nations Department of Global Communications (DGC)                        | Département de la communication globale                                                 | [ 23 ] |
|                 | United Nations Department for Safety and Security (UNDSS)                       | Département de la sûreté et de la sécurité                                              | [ 24 ] |